# Гетеросоціальність
Гетеросоціальність (від грец. ἑταῖρος — «партнер», і лат. socialis — «товариський») — у соціології термін на позначення переваги соціальних відносин між особами протилежної статі, у яких відсутній романтичний чи сексуальний характер. До таких відносин належать дружба, наставництво, спілкування тощо.
Протиставляється гомосоціальності, де перевага навпаки віддається лише відносинам між особами своєї статі, й бісоціальності, де перевага мішана.
У віковій психології терміном «гетеросоціальність» позначають фінальну стадію соціального розвитку, в якій людина підтримує (або прагне до цього) зв'язки з представниками не своєї статі.

## Вплив на фемінізм
Відкриття ХХ століття суспільної сфери для жінок — робота, політика, культура, освіта — як підживлювало, так і живило феміністичний рух; але зростання гетеросоціальності, яке супроводжувало це, вважалося двостороннім багатьма феміністками. З одного боку, це підірвало старі феміністичні гомосоціальні зв'язки та системи підтримки. З іншого, це розкололо новий феміністський рух, оскільки заклики до сепаратистського фемінізму кидали виклик гетеросоціальності, не кажучи вже про гетеросексуальність.
Постфемінізм має загальновизнану гетеросоціальність разом з новою стратегією гендерного мейнстрімізму, але не без застережень щодо експлуататорських аспектів (для приклад) розгульна культура в рамках нового публічного гендерного режиму ХХІ століття.

## Виноски
1. ↑  Beere, Carole A. (1990). Sex and gender issues : a handbook of tests and measures. New York : Greenwood Press. ISBN 978-0-313-27462-6.
2. ↑  Ушакова І. М. Вікова психологія: курс лекцій / І. М. Ушакова. — Х.: НУЦЗУ, 2016. –123 с.
3. ↑  Craik, Jennifer (2 вересня 2003). The Face of Fashion. doi:10.4324/9780203409428. Процитовано 30 січня 2022.
4. ↑  Donegan, Jane B. (1988-06). Wash and Be Healed: The Water-Cure Movement and Women's Health. Susan E. Cayleff. Isis. Т. 79, № 2. с. 333—334. doi:10.1086/354751. ISSN 0021-1753. Процитовано 30 січня 2022.
5. ↑  Barada, Valerija (2011). Sylvia Walby, The Future of Feminism. Revija za sociologiju. Т. 41, № 3. doi:10.5613/rzs.41.3.6. ISSN 0350-154X. Процитовано 30 січня 2022.
6. ↑  Segal, Marcia Texler; Walby, Sylvia (1991-05). Theorizing Patriarchy. Contemporary Sociology. Т. 20, № 3. с. 351. doi:10.2307/2073659. ISSN 0094-3061. Процитовано 30 січня 2022.

| Соціологія | Це незавершена стаття з соціології. Ви можете допомогти проєкту, виправивши або дописавши її. |